# Heinrich Findelkind

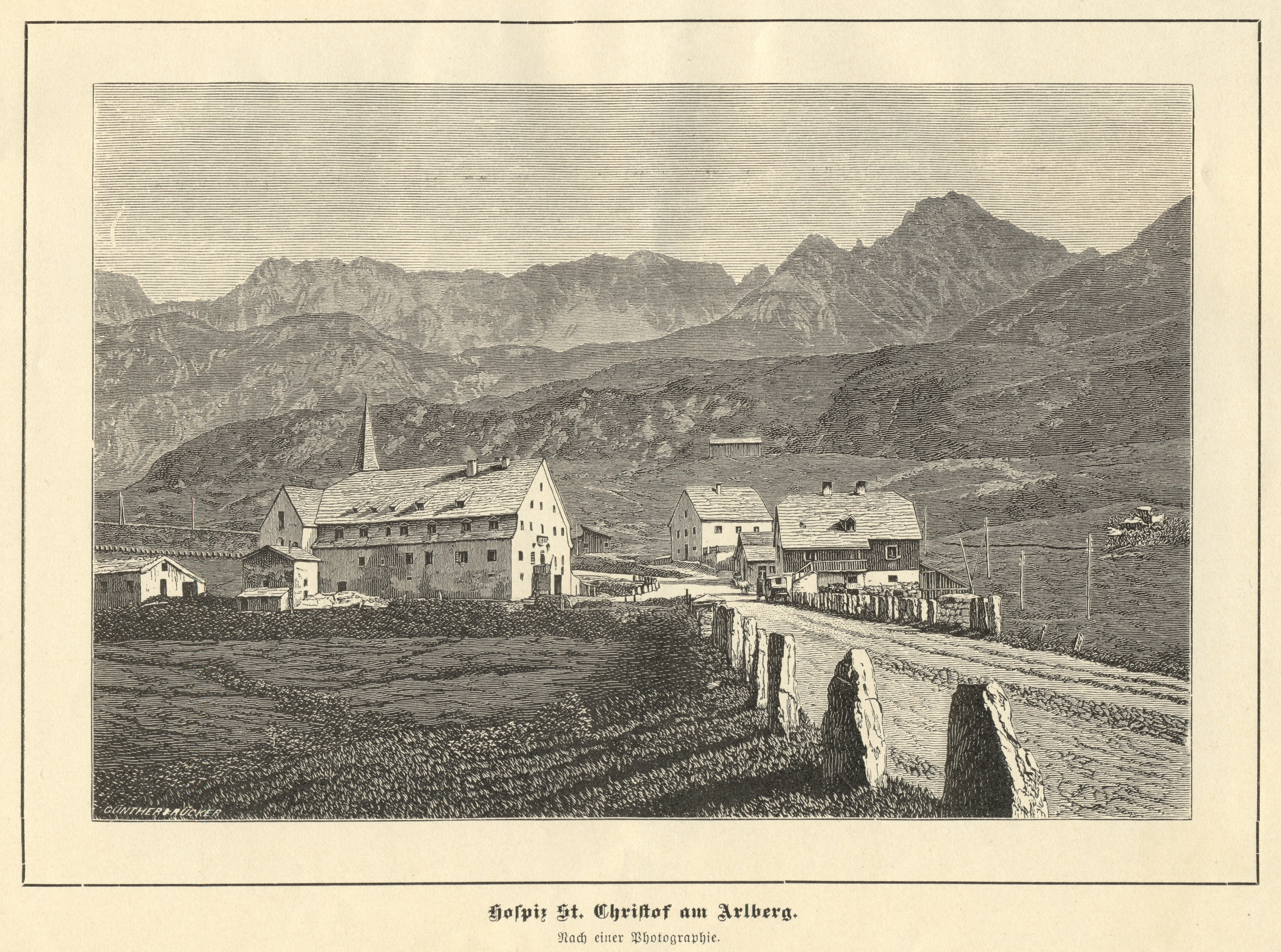
Hospiz St. Christoph am Arlberg (1889)

Heinrich Findelkind (auch: Heinrich von Kempten, * um 1360; † nach 1411) war ein ausgesetztes Kind (Findelkind = Fundkind) und wurde vor allem durch die Gründung, Errichtung und Betrieb des Hospizes St. Christoph am Arlberg 1386 bekannt.

## Leben
Von der Herkunft des Heinrich Findelkind ist wenig bekannt. Die wichtigsten Lebensdaten stammen von ihm selbst (Eigenbiografie, um 1393/1394 entstanden). Er wurde von seiner Mutter ausgesetzt und vom Meier von Kempten, Utz, (auch Otze geschrieben; † um 1394), Verwalter der Güter des Fürststift Kempten, gefunden und aufgenommen. Utz hatte bereits neun Kinder. Sein Pflegevater ruinierte sich einige Jahre später wegen einer Bürgschaft. Die Hälfte der Kinder musste das Haus verlassen. Auch Heinrich Findelkind musste sich auswärts verdingen. Er fand zwei Priester, die nach Rom reisten und ihn mitnahmen. Als sie über den Arlberg kamen, trafen sie Jaeklein (Jakob) Überrein (auch: Überreiner) von der Burg Arlen im Stanzertal.
Der Überlieferung nach benötigte Jaeklein Überrein einen Schweinehirten, und Heinrich Findelkind verdingte sich bei ihm über zehn Jahre als Knecht. Er erhielt für das erste Jahr zwei Gulden Lohn. Aus dem Umstand, dass Heinrich Findelkind sich selbst als Knaben bezeichnete, als er die Stellung annahm, und aufgrund der späteren Hospizgründung geht Robert Büchner davon aus, dass er um 1360 geboren sein muss. Auch habe Heinrich Findelkind dem Jaecklein Überrein im Winter das Schwert zur Kirche nachzutragen gehabt, was eine gewisse Körpergröße und Kraft voraussetzt.
Im Zusammenhang mit seiner Tätigkeit bei Jaecklein Überrein sah Heinrich Findelkind die Menschen, die jedes Jahr tot vom Arlberg ins Tal gebracht wurden, weil sie im Schnee bzw. der Kälte ums Leben gekommen waren. Deswegen beschloss er, auf dem Arlbergpass eine Herberge zu errichten.
Heinrich Findelkind führte ein Wappen, das vermutlich von Herzog Leopold IV. verliehen wurde. Es zeigte in Gold einen Raben auf schwarzem Dreiberg (Helmzier: ein golden gekrönter schwarzer Adler, einen roten Fuchs – oder einen rotgefleckten Hund – in den Krallen haltend). Der Dreiberg soll den Arlberg darstellen. Der Rabe sei eine Anspielung auf Findelkinds Jugendjahre, in denen er immer wieder am Arlberg im Schnee umgekommene Reisende gesehen habe, denen die Raben die Augen ausgepickt hatten.
Das Todesjahr von Heinrich Findelkind ist nicht genau bekannt. 1411 wird er in Ablassbriefen noch erwähnt. Ulrich Moseck (auch: Ulrich Mosegker bzw. Ulricus Moseck, auch Nossek) aus St. Gallen hingegen nennt sich 1414 vor dem Landrichter von Linz „Pfleger und Stifter“ des Klosters (= Hospiz) auf dem Arlberg, woraus geschlossen wird, dass Heinrich Findelkind 1414 nicht mehr lebte. Ulrich Moseck aus St. Gallen war einer der Helfer Heinrich Findelkinds, der am frühesten, 1395 im Ablassbrief des Bischofs Vitalis, bezeugt ist. Auch in den Indulgenzen des Patriarchen von Aquileja (1404) und des Bischofs von Gurk, Konrad von Hebenstreit (1407), wird er erwähnt.

## Bildung
Aus seiner Stellung als Ziehsohn eines begüterten Meiers in Kempten kann geschlossen werden, dass auch Heinrich Findelkind eine standesgemäße Ausbildung erhalten hatte, lesen und schreiben konnte sowie rechnen. Daher wird die Überlieferung, er habe als Schweinehirte bei Jaecklein Überrein gearbeitet, auch bezweifelt. Auch bedingte die Führung eines Hospizes am Arlberg wohl ausreichende schulische Grundkenntnisse. Auch aus den Eigenbiografien wird abgeleitet, dass diese von einer gebildeten Person geschrieben wurde.

## Hospiz
Im 13. und 14. Jahrhundert verstärkte sich der Fracht- und Reiseverkehr über den Arlberg im Zusammenhang mit einer allgemeinen Belebung der Wirtschaft. Mit der Zunahme des Verkehrs häuften sich auch die Unglücksfälle. Das Hospiz am Arlbergpass wurde im Sommer 1386 zum Schutz der Reisenden errichtet. Baubeginn war lt. Heinrich Findelkind der Johannistag (24. Juni) 1386. Bereits zuvor bestanden hier Alphütten (Alpe Sterns und Arlbergalpe bzw. Christoph-Alpe) und auch in Klösterle, vermutlich auch Stuben, bestanden Johanniterhäuser. Vor Heinrich Findelkind soll Wolf Zollenhart, Komtur des Deutschen Ritterordens, geplant haben, hier eine Art von Herberge zu errichten. Dieser Plan wurde jedoch nicht umgesetzt.
Um ein solches Hospiz errichten zu können, benötigte Heinrich Findelkind zuvor die Genehmigung des Landesfürsten. Vermutlich Anfang April 1385, als Leopold III. nach Feldkirch reiste, soll ihn Heinrich Findelkind angesprochen haben, um diese Genehmigung zu erhalten. Mit einer bei Graz am Hochfest des Evangelisten Johannes zu Weihnachten 1385 ausgestellten Urkunde wurde ihm dies gestattet.
Mit der Genehmigung war die Aufforderung verbunden, dass Heinrich Findelkind bei der Errichtung und Erhaltung zu helfen sei und alle Amt- und Hauptleute ihn schützen und schirmen sollen. Heinrich Findelkind selbst brachte sein erspartes Kapital von 15 Gulden ein. Die Hilfe der umliegenden Gemeinden hielt sich in engen Grenzen. Bereits im ersten Winter konnte sieben Menschen das Leben gerettet werden. In sieben Jahren waren es bereits 50 Menschen. Ab 1393 begannen auch die Almosensammlungen, in den sogenannten Botenbüchern wurde die Lebensbeschreibung und die Mission von Heinrich Findelkind verbreitet, um potenzielle Spender zu animieren. Die Almosensammlungen wurden anfänglich durch Ablass- und Almosenbriefe („Bettelbriefe“) verschiedener Erzbischöfe und Bischöfe unterstützt. Da die Spenden zu wenig einbrachten, wurden diese Spendenfahrten um 1414 eingestellt und das gemeinnützige Hospiz wird um oder vor 1420 nun als eine kommerzielle Gastwirtschaft (Taverne) geführt, wobei die Verpflichtung zur Hilfeleistung weiter bestand.
Im Laufe der Jahrhunderte wurde auch der Name von Heinrich Findelkind weniger mit dem Hospiz in Verbindung gebracht und teilweise sein Helfer, Ulrich Moseck, als der eigentliche Gründer des Hospizes und der Kapelle St. Christoph genannt. Durch die Verlagerung des Verkehrs und klimatische Änderungen verfiel die Arlbergstraße immer mehr und war zuletzt bis zum Ende des 18. Jahrhunderts, als eine Wiederinstandsetzung erfolgte (Josephinische Straße über den Arlberg), nur noch für Wanderer und Säumer begehbar. Dadurch verlor auch das Hospiz an Bedeutung.

## Sagen
Über die Person Heinrich Findelkinds gibt es mehrere Überlieferungen. Diese entsprechen in den Details nicht der historischen Person, da zu seiner Person, außer den Eigenbiografien, nur wenige gesicherte Daten vorliegen.

## Trivia
In Kempten wurde der Heinrich-Findelkind-Weg nach ihm benannt. In St. Christoph besteht die Heinrich Findelkind-Galerie, durch welche die Arlbergstraße (L 197 / B 197) auf Tiroler Seite führt.
Unter dem Eindruck von Heinrich Findelkinds Werk verfasste Franziska von Hoffnaaß im 19. Jahrhundert ein Libretto zum Christoforus und verarbeitete darin nicht nur die eigentliche Christophorus-Legende, sondern auch ihre Eindrücke von der Gebirgslandschaft der Alpen.